# Big Pun

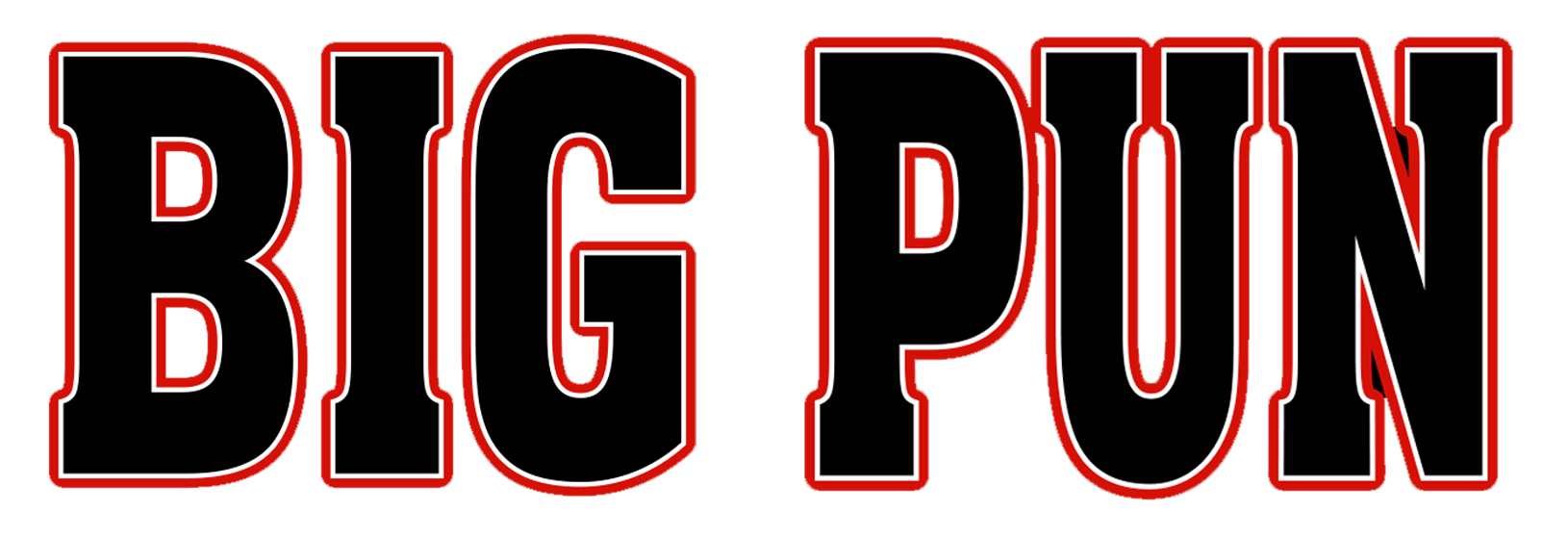
Logo von Big Pun

Big Pun (auch Big Punisher; * 9. November 1971 in der Bronx, New York; † 7. Februar 2000 in White Plains, New York; bürgerlich Christopher Lee Rios) war ein US-amerikanischer Rapper, Songwriter und gelegentlicher Schauspieler puerto-ricanischer Abstammung. Er gilt als eine der Zugfiguren des Eastcoast-Hip-Hop und von den Verkaufszahlen her als einer der erfolgreichsten Künstler seines Genres. Big Pun gilt im Allgemeinen als einer der besten Techniker im amerikanischen Hip-Hop. So wurde er von about.com auf Platz 25 der „50 Greatest MCs (1987–2007)“ und von The Source auf Platz 19 der „50 Greatest Lyricists of All Time“ gewählt.

## Früheres Leben
Rios wurde im November 1971 in der Bronx, New York City als Sohn puerto-ricanischer Eltern geboren. Er wuchs in der South Bronx auf. Rios’ Jugend war ziemlich schwierig, da sein Vater bereits früh starb und er, aufgrund eines Drogenproblems seiner Mutter, mit dreizehn Jahren zu seiner Großmutter ziehen musste. Da er große Probleme und sogar gewalttätige Auseinandersetzungen mit seinen Großeltern hatte, zog er mit fünfzehn Jahren aus und schlief stattdessen bei Freunden oder in leerstehenden Wohnungen. Ein Jahr später brach er die Highschool ab. Mit 16 Jahren hielt sich Rios als Gelegenheitsboxer und Drogenhändler über Wasser, ehe er mit seiner Rapkarriere begann.

## Musikalischer Werdegang

### Anfänge
Anfang der 1990er Jahre begann Rios unter dem Namen Big Moon Dawg eigene Raptexte zu schreiben, ehe er 1993 mit Triple Seis und Cuban Link (damals Lyrical Assassin) die Rapgruppe Full-A-Clips gründete. Im Jahr 1995 lernte Rios, der sich bereits zu Big Punisher umbenannt hatte, den damals noch unbekannten Joseph Cartegena aka Fat Joe kennen. Dieser hatte bereits ein Album veröffentlicht, das allerdings kommerziell eher ein Flop war und außerhalb von der Bronx kaum Beachtung bekam. Kurz darauf nahmen beide zusammen das Lied Watch Out für Fat Joe’s zweites Album Jealous One’s Envy auf, der zudem den ersten im Studio aufgenommenen Song Rios’ darstellt. 1996 nahm Rios den Song I’m Not a Player auf, der kurz darauf von der britischen Kondom-marke Durex als Hintergrund in einer ihrer Werbungen gespielt wurde und deshalb mit Platz 98 der Billboard Hot 100 ein Untergrund-Hit wurde.

### Vertrag bei Loud Records und Debütalbum
1997 wurde der Produzent Sean C. auf Rios aufmerksam, worauf er Jerome Foster, dem Produzenten und Vorsitzenden von Loud Records, ein paar Lieder von diesem vorspielte. Dieser war von Rios begeistert und lud diesen in sein Studio ein, um mit ihm einen Song aufzunehmen. Daraus entstand der Song Still Not a Player, eine Hommage an I’m Not a Player, der bis auf Platz 24 der Billboard Hot 100 gehen und Rios weltweit bekannt machen konnte. Kurz nach Veröffentlichung der Single konnte auch I’m Not a Player noch einmal in die Charts einsteigen und erreichte Ende 1997 mit Platz 57 seine Höchstplatzierung in den Billboard Hot 100. Kurz darauf wurden Rios und sein Rap-Partner Fat Joe bei Loud Records unter Vertrag genommen.
Am 28. April 1998 wurde schließlich sein Debütalbum Capital Punishment veröffentlicht. Das Album enthält Gastauftritte von Fat Joe, Black Thought, Cuban Link, Triple Leis und Armageddon und wurde für über eine Million verkaufte Einheiten mit Platin ausgezeichnet. Somit stellt Rios den ersten Latino-Rapper dar, der mit einem Album Platin gehen konnte. Das Album erreichte den fünften Platz der Billboard Hot 100. Von Kritikern wurde das Album auch überwiegend positiv aufgenommen und mittlerweile gilt es als Klassiker des Eastcoast-Hip-Hop.
Kurz darauf trat Rios der Hip-Hop-Gruppe Terror Squad bei, die ein paar Monate vorher von Fat Joe gegründet wurde. Zusammen brachte die Gruppe 1999 das Album The Album heraus, das auf Platz 22 der Billboard Hot 100 gehen konnte. Somit stellte das Album also keinen kommerziellen Erfolg dar, allerdings wurde es von verschiedensten Kritikern positiv aufgenommen und stellte für viele der damaligen Terror-Squad-Künstler ein Sprungbrett für ihre Solokarriere dar. Besonders für das Album war, dass Rios, zu der Zeit bereits einer der führenden Personen im Rapgeschäft, auf jegliche Promo verzichtete, was die verhältnismäßig kleinen Verkaufszahlen erklärt. Das Album stellt, aufgrund von Rios’ Tod, das einzige Terror-Squad-Album mit seiner Beteiligung dar.
Im Jahr 1999 begann Rios’ offiziell die Arbeiten an seinem zweiten Soloalbum Yeeeah Baby, das zwei Monate nach seinem Tod posthum veröffentlicht worden ist.

## Tod
Seit seiner Kindheit litt Rios an einer Stoffwechselkrankheit, weshalb er auch als Erwachsener des Öfteren Probleme mit seiner Adipositas bekam. Fat Joe erzählte später in einem Interview, dass Rios kurz vor seinem Tod an einem Abnehmkurs in North Carolina teilgenommen habe, bei dem er 36 Kilogramm verloren haben soll. Aufgrund der für ihn nicht gewohnten Anstrengung soll er diesen allerdings abgebrochen und sein altes Gewicht wieder zugenommen haben.
Am 7. Februar 2000 war Rios mit seiner Frau und seinen drei Kindern im Crowne Plaza Hotel in White Plains, da sein Haus renoviert wurde. Dort bekam Rios einen Herzinfarkt, worauf er in ein New Yorker Krankenhaus eingeliefert wurde und gegen Abend dort starb. Die genaue Uhrzeit seines Todes ist unbekannt. Zur Zeit seines Todes wog Rios 698 Pfund (317 Kilogramm).

## Familie
Sein jüngster Sohn Christopher Lee Rios Jr. (* 1993) begann mit 18 eine professionelle Rap-Karriere und benutzte dabei zunächst den Künstlernamen Baby Pun. Er hat seit 2013 bereits mehrere Alben und EPs veröffentlicht, zudem war er häufig Feature-Gast, etwa beim Wu-Tang Clan, Canibus oder Styles P (The Lox). Mittlerweile änderte er seinen Künstlernamen in Chris Rivers. Er benutzt insbesondere bei seinen Freestyles einen ähnlichen Rap-Stil wie sein Vater. Er erwähnt diesen auch ab und zu in seinen Tracks (etwa Sincerely Me).

## Posthume Veröffentlichungen

### Zweites Soloalbum
Im April 2000 wurde Rios’ zweites und letztes offizielles Soloalbum unter dem Namen Yeeeah Baby veröffentlicht. Es enthält Gastauftritte von Tony Sunshine, Fat Joe, Prospect, Cuban Link, M.O.P., Sunkiss, Remy Ma, Donell Jones und Drag-On. Zudem stellt es mit Platz drei in den Billboard Hot 100 die höchste Chartplatzierung von Rios dar. Als Singles wurden It’s so Hard und 100% ausgekoppelt (ersteres in Zusammenarbeit mit Donell Jones und zweiteres in Zusammenarbeit mit Tony Sunshine).

### Posthume Veröffentlichungen mit Archivmaterial
Am 3. April 2001 wurde posthum das Best-of-Album Endangered Species veröffentlicht, das neben bereits bekanntem Songmaterial auch bisher unveröffentlichte Aufnahmen Rios’ enthält. Das Album enthält Gastauftritte von Fat Joe, Ashanti, Cuban Link, Cam’ron usw.
2004 wurden auf dem zweiten Terror-Squad-Album namens True Story weitere Archivaufnahmen von Rios verwendet, ehe Fat Joe 2005 in einem Interview bekannt gab, dass dies das letzte Album mit Archivaufnahmen von Big Pun gewesen sei.
2009 erschien die Dokumentation Big Pun: The Legacy, zu der auch ein Best-of-Album veröffentlicht wurde. The Legacy: The Best of Big Pun stellt bis heute (Stand: 2020) die letzte Veröffentlichung unter seinem Namen dar.

## Diskografie

### Studioalben
| Jahr | Titel              | Höchstplatzierung, Gesamtwochen, AuszeichnungChartplatzierungen (Jahr, Titel, Platzierungen, Wochen, Auszeichnungen, Anmerkungen) | Höchstplatzierung, Gesamtwochen, AuszeichnungChartplatzierungen (Jahr, Titel, Platzierungen, Wochen, Auszeichnungen, Anmerkungen) | Anmerkungen                                                |
| Jahr | Titel              | DE | US | Anmerkungen                                                |
| ---- | ------------------ | --- | --- | ---------------------------------------------------------- |
| 1998 | Capital Punishment | — | US5 Platin · (28 Wo.)US | Erstveröffentlichung: 28. April 1998 Verkäufe: + 1.057.500 |
| 2000 | Yeeeah Baby        | DE80 (1 Wo.)DE | US3 Platin · (23 Wo.)US | Erstveröffentlichung: 4. April 2000 Verkäufe: + 1.000.000  |

### Kompilationen
| Jahr | Titel                           | Höchstplatzierung, Gesamtwochen, AuszeichnungChartsChartplatzierungen (Jahr, Titel, Platzierungen, Wochen, Auszeichnungen, Anmerkungen) | Anmerkungen                              |
| Jahr | Titel                           | US | Anmerkungen                              |
| ---- | ------------------------------- | --- | ---------------------------------------- |
| 2001 | Endangered Species              | US7 (9 Wo.)US | Erstveröffentlichung: 3. April 2001      |
| 2009 | The Legacy: The Best of Big Pun | — | Erstveröffentlichung: 18. September 2009 |

### Kollaboalben
| Jahr | Titel     | Höchstplatzierung, Gesamtwochen, AuszeichnungChartsChartplatzierungen (Jahr, Titel, Platzierungen, Wochen, Auszeichnungen, Anmerkungen) | Anmerkungen                                               |
| Jahr | Titel     | US | Anmerkungen                                               |
| ---- | --------- | --- | --------------------------------------------------------- |
| 1999 | The Album | US22 (8 Wo.)US | Erstveröffentlichung: 21. September 1999 mit Terror Squad |

### Singles
| Jahr | Titel Album                           | Höchstplatzierung, Gesamtwochen, AuszeichnungChartplatzierungen (Jahr, Titel, Album, Platzierungen, Wochen, Auszeichnungen, Anmerkungen) | Höchstplatzierung, Gesamtwochen, AuszeichnungChartplatzierungen (Jahr, Titel, Album, Platzierungen, Wochen, Auszeichnungen, Anmerkungen) | Höchstplatzierung, Gesamtwochen, AuszeichnungChartplatzierungen (Jahr, Titel, Album, Platzierungen, Wochen, Auszeichnungen, Anmerkungen) | Höchstplatzierung, Gesamtwochen, AuszeichnungChartplatzierungen (Jahr, Titel, Album, Platzierungen, Wochen, Auszeichnungen, Anmerkungen) | Anmerkungen                                                                        |
| Jahr | Titel Album                           | DE | CH | UK | US | Anmerkungen                                                                        |
| ---- | ------------------------------------- | --- | --- | --- | --- | ---------------------------------------------------------------------------------- |
| 1997 | Off the Books Stone Crazy             | — | — | — | US86 (3 Wo.)US | Erstveröffentlichung: 16. September 1997 The Beatnuts feat. Big Pun und Cuban Link |
| 1997 | I’m Not a Player Capital Punishment   | — | — | — | US57 (20 Wo.)US | Erstveröffentlichung: 14. Oktober 1997                                             |
| 1998 | Still Not a Player Capital Punishment | — | — | UK86 Silber · (2 Wo.)UK | US24 (23 Wo.)US | Erstveröffentlichung: 28. März 1998 feat. Joe; Verkäufe: + 260.000                 |
| 1998 | You Came Up Capital Punishment        | — | — | — | — | Erstveröffentlichung: 22. August 1998 feat. Noreaga                                |
| 2000 | It’s So Hard Yeeeah Baby              | — | — | — | US75 (15 Wo.)US | Erstveröffentlichung: 7. März 2000 feat. Donell Jones                              |
| 2000 | 100% Yeeeah Baby                      | — | — | — | — | Erstveröffentlichung: 5. Mai 2000 feat. Tony Sunshine                              |
| 2000 | Feelin’ So Good On the 6              | DE39 (9 Wo.)DE | CH22 (10 Wo.)CH | UK15 (6 Wo.)UK | US51 (17 Wo.)US | Erstveröffentlichung: 25. Oktober 2000 Jennifer Lopez feat. Big Pun und Fat Joe    |
| 2001 | How We Roll Endangered Species        | — | — | — | — | Erstveröffentlichung: 19. Januar 2001 feat. Ashanti                                |

## Auszeichnungen für Musikverkäufe
| Goldene Schallplatte - Kanada - 1998: für das Album Capital Punishment - Neuseeland - 2024: für das Album Capital Punishment | - Neuseeland 2× Platin-Schallplatte - - 2023: für die Single Still Not a Player |

Anmerkung: Auszeichnungen in Ländern aus den Charttabellen bzw. Chartboxen sind in ebendiesen zu finden.
| Land/RegionAuszeichnungen für Musikverkäufe (Land/Region, Auszeichnungen, Verkäufe, Quellen) | Silber  | Gold     | Platin     | Verkäufe  | Quellen              |
| -------------------------------------------------------------------------------------------- | ------- | -------- | ---------- | --------- | -------------------- |
| Kanada (MC)                                                                                  | —       | Gold1    | —          | 50.000    | musiccanada.com      |
| Neuseeland (RMNZ)                                                                            | —       | Gold1    | 2× Platin2 | 67.500    | radioscope.co.nz NZ2 |
| Vereinigte Staaten (RIAA)                                                                    | —       | —        | 2× Platin2 | 2.000.000 | riaa.com             |
| Vereinigtes Königreich (BPI)                                                                 | Silber1 | —        | —          | 200.000   | bpi.co.uk            |
| Insgesamt                                                                                    | Silber1 | 2× Gold2 | 4× Platin4 |           |                      |

## Filmografie
- 1998: Moesha (als er selbst)
- 1999: Thicker than Water (als Punny)
- 1999: Urban Menace (als Crow)
- 1999: Whiteboyz (als Don Flip)
- 2000: Boricua’s Bond (als er selber)
- 2002: Still Not a Player (Dokumentation: Archivaufnahmen)
- 2002: Big Pun: Live (Archivaufnahmen)
- 2009: Big Pun: The Legacy (Dokumentation: Archivaufnahmen)